# فردیناند فون رزنیچک

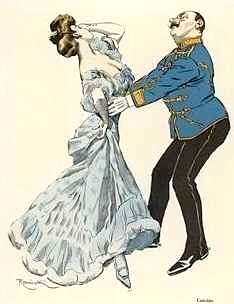
فردیناند فون رزنیچک، «رقصندۀ چارداش»، زیمپلیتسیسیموس، ۱۹۰۶ میلادی

فردیناند فون رزنیچک (به آلمانی: Ferdinand von Řezníček)؛ (زادۀ ۱۶ ژوئن ۱۸۶۸ میلادی – درکذشتۀ ۱۱ مهٔ ۱۹۰۹ میلادی) نقاش، کاریکاتوریست و تصویرگر اهل اتریش بود. او در یک خانوادهٔ اصیل اتریشی با تبار چک به دنیا آمد و برادر ناتنی آهنگساز امیل فون رزنیچک بود.
پدر فون رزنیچک یک افسر نظامی بود و رزنیچک قبل از دنبال کردن تمایلات هنری خود یک افسر سواره نظام شد. او در سال ۱۸۸۸ میلادی یک استودیوی هنری با پاول هوکر راه‌اندازی کرد. رزنیچک قبل از اینکه در مجلات یوگند، زیمپلیتسیسیموس و فلیگنده بلتر (برگ‌های پرواز) همکاری کند، ابتدا با طراحان صنعتی کار می‌کرد.